# MAT Atom Deweloper Wrocław
MAT Atom Deweloper Wrocław (Kod UCI: MAW) – polska profesjonalna grupa kolarska kobiet utworzona w 2016.

## Nazwa grupy w poszczególnych latach
| lata      | nazwa                                |
| --------- | ------------------------------------ |
| 2016      | Mat Atom Sobótka                     |
| 2017–2021 | Mat Atom Deweloper                   |
| 2022      | Atom Deweloper-Posciellux.pl-Wrocław |
| od 2023   | MAT Atom Deweloper Wrocław           |

## Obecny skład (2024)
| Skład drużyny 2024      | Skład drużyny 2024   | Skład drużyny 2024 | Skład drużyny 2024                        |
| Imię i nazwisko         | Data urodzenia       | Państwo            | Poprzednia grupa                          |
| ----------------------- | -------------------- | ------------------ | ----------------------------------------- |
| Nikola Bajgerová        | 31 stycznia 1997     | Czechy             | Team Dukla Praha (2018)                   |
| Monika Brzeźna          | 12 października 1991 | Polska             | TKK Pacific Toruń - Nestlé Fitness (2015) |
| Barbara Cywińska        | 23 września 2005     | Polska             |                                           |
| Aleksandra Grudzińska   | 24 czerwca 2005      | Polska             |                                           |
| Marta Marek             | 21 kwietnia 2005     | Polska             |                                           |
| Malwina Mul             | 28 lutego 2004       | Polska             |                                           |
| Tamara Szalińska        | 2 czerwca 2003       | Polska             |                                           |
| Martyna Szczęsna        | 10 kwietnia 2005     | Polska             |                                           |
| Maja Tracka             | 22 czerwca 2004      | Polska             |                                           |
| Olga Wankiewicz         | 15 czerwca 2003      | Polska             |                                           |
| Katarzyna Wilkos        | 10 sierpnia 1993     | Polska             | TKK Pacific Toruń - Nestlé Fitness (2015) |
|                         |                      |                    |                                           |
| Źródło: ProCyclingStats |                      |                    |                                           |